# Konrad z Montferratu
Konrad z Montferratu (ur. ok. 1145 w Monteferracie, zm. 28 kwietnia 1192 w Tyrze) – przez krótki czas władca Królestwa Jerozolimskiego w 1192 roku.

## Życiorys
Był drugim synem Wilhelma V, markiza Montferratu i jego żony Judyty, córki Leopolda III Świętego, margrabiego Austrii. Przez ojca był najbliższym kuzynem Ludwika VII, króla Francji, a przez matkę taki sam stopień pokrewieństwa łączył go z cesarzem Fryderykiem I Rudobrodym. Braćmi Konrada byli Wilhelm, późniejszy hrabia Jafy i Askalonu, Bonifacy, późniejszy król Tessaloniki, Fryderyk, który został biskupem Alby, oraz Rajnier, związany później z cesarskim rodem Komnenów.
Dokładna data i miejsce urodzenia Konrada nie są znane. Po raz pierwszy pojawia się w źródłach w 1160 roku, kiedy służył na dworze swojego wuja Konrada, biskupa Pasawy.
W późniejszych latach działał jako dyplomata i dowódca wojskowy, zasłużony w walkach, które jego krewni prowadzili z Ligą Lombardzką. Przed 1179 rokiem ożenił się. Jego wybranką była przypuszczalnie córka Meinharda I z Gorycji. Żona Konrada zmarła pod koniec 1186 roku.
W 1179 roku walczył z siłami swojego kuzyna, Fryderyka Rudobrodego, gdyż margrabiowie z Montferratu pozostawali w przymierzu z Manuelem I Komnenem, cesarzem bizantyjskim. We wrześniu 1179 pod Camerino pokonał niemieckie wojska dowodzone przez arcybiskupa Moguncji Chrystiana I. Niemiecki duchowny dostał się do niewoli. Konrad pozostawił jeńca pod pieczą swojego brata Bonifacego, a sam udał się do Konstantynopola, aby zostać nagrodzonym przez Manuela. Krótko po śmierci cesarza w 1180 roku powrócił do Włoch.
Zimą z 1186 na 1187 roku cesarz bizantyński Izaak II Angelos postanowił odnowić sojusz z władcami Montferratu i zaoferował Bonifacemu rękę swojej siostry Teodory. Bonifacy był w tym czasie żonaty. W tym samym czasie Konrad wyruszał do Królestwa Jerozolimskiego, gdzie przebywał jego ojciec. Wiosną 1187 roku zjawił się w Konstantynopolu, poślubił siostrę cesarza i pozostał w Bizancjum.
Podczas najazdu Saladyna wsławił się jako dowódca obrony Tyru – jedynego niezdobytego przez muzułmanów miasta w Królestwie Jerozolimskim. Statek przewożący Konrada i towarzyszących mu rycerzy frankijskich z Konstantynopola zawinął do portu w Tyrze 14 lipca 1187 roku, kiedy dowodzący miejscowym garnizonem Renald z Sydonu prowadził już negocjacje z Saladynem w sprawie kapitulacji miasta. Niespodziewane przybycie Konrada dało obrońcom miasta nadzieję, a w konsekwencji doprowadziło do zerwania rozmów z muzułmanami i utrzymania Tyru w rękach chrześcijan.
Po uwolnieniu z niewoli króla Gwidona de Lusignan, Konrad odmówił podporządkowania się jego rozkazom, argumentując, że Gwidon stracił prawo do korony po bitwie pod Hittin. Oznajmił, iż bramy Tyru otworzy tylko przed wysłannikami dowodzących trzecią krucjatą monarchów.
Do porozumienia między Gwidonem i Konradem doszło dopiero na początku 1190 roku, podczas oblężenia Akki. Konrad zgodził się uznać Lusignana za króla, zaś ten dał mu w lenno Tyr oraz Bejrut i Sydon (w przypadku ich odzyskania z rąk muzułmanów).
Kilka miesięcy później, wraz ze śmiercią królowej Sybilli, prawo Gwidona do tronu wygasło. Baronowie królestwa w porozumieniu z dowódcami krucjaty postanowili przekazać tron przyrodniej siostrze Sybilli, Izabeli. Na jej męża wybrano Konrada (fakt, iż posiadał on już dwie żony – jedną w Konstantynopolu, drugą we Włoszech, zlekceważono). 24 listopada 1190 roku, po unieważnieniu małżeństwa Izabeli z Onufrym z Toronu i wyrażeniu zgody przez przekupionego legata papieskiego, arcybiskupa Pizy, biskup Beauvais udzielił Izabeli i Konradowi ślubu.
Po zdobyciu Akki w 1191 roku powrócono do negocjacji w sprawie tronu Jerozolimy. Tym razem baronowie potwierdzili dożywotnie prawo Gwidona do tronu Jerozolimy. Jego następcą, jako mąż Izabeli, miał być Konrad, któremu pozostawiono Tyr, Sydon i Bejrut.
Przez kolejne miesiące Konrad prowadził samodzielną politykę, odmawiając współdziałania z Gwidonem, pomimo gróźb przebywającego przez cały czas w Palestynie króla Ryszarda Lwie Serce. Na własną rękę, nie oglądając się na krzyżowców, negocjował nawet zawieszenie broni z Saladynem.
Ostatecznie, w 1192 roku baronowie jednogłośnie przyznali koronę Konradowi. Nie cieszył się on tą decyzją zbyt długo. 28 kwietnia 1192 roku, kilka dni przed planowaną koronacją, król elekt został skrytobójczo zamordowany przez członków muzułmańskiej sekty asasynów. Do dziś nie wiadomo, kto zlecił zabójstwo. Możliwe, że była to inicjatywa samych członków sekty, którym istnienie na wybrzeżu silnych państw frankijskich było nie na rękę. Innym powodem zabójstwa mogła być piracka napaść Konrada na statek wiozący zaopatrzenie dla asasynów. Niektórzy uważają jednak, że zleceniodawcą morderstwa mógł być Saladyn lub król Ryszard. Niemniej, żadna z tych hipotez nie została potwierdzona.